# 須ヶ口駅
須ヶ口駅（すかぐちえき）は、愛知県清須市須ケ口にある名古屋鉄道（名鉄）の駅である。駅番号はNH42。
清須市の代表駅であり、名古屋本線と津島線の接続地点である。当駅から名古屋本線の岐阜方面は右へ、分岐する津島線は左へそれぞれ急カーブして目的地へ向かう線形になっている。終日駅員配置駅。駅構内に新川検車支区および新川車庫を併設している。

## 歴史
現在こそ名古屋本線から津島線が分岐する構造となっているが、開業当初は津島線の単独駅で、丸ノ内方面が清洲線として開業後は津島線から清洲線が分岐する駅構造となっていた。その後清洲線の当駅 - 丸ノ内間が、次いで津島線の枇杷島橋 - 当駅間が名岐線に編入された。
その後名古屋本線の成立によって、路線名の関係は1948年（昭和23年）の時点で現状通りとなったが、駅の配線構造は名古屋 - 津島方面が直線のままで、これが方向別配線に改められたのは1987年（昭和62年）のことであった。

### 年表
- 1914年（大正3年）
  - 1月23日 - 名古屋電気鉄道津島線の駅として開業。
  - 9月22日 - 名古屋電気鉄道清洲線の当駅 - 清洲（後の清州町）間が開業し、分岐駅となる。
- 1921年（大正10年）7月1日 - 名古屋電気鉄道の路線譲渡に伴い、（初代）名古屋鉄道の駅となる。
- 1928年（昭和3年）4月10日 - 須ヶ口 - 丸ノ内間複線化。同時に開業した国府宮支線と清洲線一部区間が統合され、名岐線となる。
- 1930年（昭和5年）9月5日 - （初代）名古屋鉄道が名岐鉄道に社名を変更する。
- 1935年（昭和10年）8月1日 - 名岐鉄道が愛知電気鉄道と合併し、（2代目）名古屋鉄道の駅となる。
- 1941年（昭和16年）8月12日 - 津島線のうち枇杷島橋 - 須ヶ口間が名岐線に編入され、津島線の起点となる。
- 1948年（昭和23年）5月16日 - 名岐線が名古屋本線に改称され、同線および津島線の駅となる。
- 1966年（昭和41年）2月10日 - 豊和工業専用線（0.1 km）廃止[3]。貨物営業廃止[4]。
- 1987年（昭和62年）7月 - 津島線、名古屋本線の路線別ホームから、現在の方向別ホームへ配線を変更[5]。
- 1988年（昭和63年）
  - 4月1日 - 駅をまたぐ通路と橋上駅舎の供用を開始する[6]。
  - 7月 - 6階建ての駅ビルと駐車場の供用も開始する[7]。
- 1992年（平成4年）11月24日 - ダイヤ改正に伴い津島線の特急が増発され、停車駅となる（これ以前の1973年以降にも津島線特急は1日1往復運転されていたが、下り津島行きは当駅を通過（運転停車）していた）。
- 2000年（平成12年）9月11日 - 東海豪雨被災。駅構内および新川検車区が水没[8]。
- 2008年（平成20年）
  - 6月29日 - 津島線を運行する特急の廃止に伴い、両線とも快速急行停車駅（津島線は全列車）となる。
  - 12月27日 - 津島線の特急運行が復活したため、再び津島線特急の停車駅となる（実際の運行開始は2009年1月5日から）。
- 2009年（平成21年）2月27日 - ホーム連絡エレベーターの供用を開始する。
- 2011年（平成23年）
  - 2月11日 - ICカード乗車券「manaca」のサービス開始に伴い、当駅での供用を開始する。

## 駅構造
島式2面4線ホームを持つ橋上駅（地上駅）である。
配線は方向別となっており、奇数番線は津島線と繋がっている。なお、折り返し列車は一旦新川橋駅方の引上線または新川検車支区への出入庫線に入線する。
また、1番線にはワンマン確認の運転標識が設置されている。これは津島線営業列車ではワンマン運転を行っていないが、尾西線森上方面で運用される車両の送り込み回送列車が1番線から発車するためである。1番線は新川検車支区への車両入れ替えに使用されることがあり、この場合発車案内は「回送」または「当駅止り」と表示される。1番線の南側にも車両入れ替え用の側線（名鉄岐阜・津島側は行き止まり）が1本ある。
2・3番線の北側で線路が平面交差している為、津島線津島方面からの到着と名古屋本線名鉄岐阜方面への発車は同時に行うことができない。駅の新川橋方では新川検車支区への出入庫線と下り本線が平面交差している。
自動券売機（継続manaca定期乗車券の購入も可能）・自動改札機・エスカレーター・エレベーターが設置されている。発車案内は近年にLED化された。また2009年（平成21年）3月にはホームの嵩上げが完工したが、エスカレーターが先に設置されていたため、ホームからの乗り込み口付近がスロープ状になっている。
上り列車は名古屋本線が4番線、津島線が3番線にそれぞれ入線し、ホーム接続が可能。ただし同一線上の列車待避はできない配線のため、待避は二ツ杁駅または新清洲駅で行っている。
津島線甚目寺方に上り線から下り線への片渡り線があり、津島方面から直接1番線に入ることが可能。津島方面からの当駅止まりは使用しないが新川検車支区へ入庫する回送列車などがまれに使用することがある。

### のりば
| 番線 | 路線          | 方向 | 行先                   | 備考             |
| ---- | ------------- | ---- | ---------------------- | ---------------- |
| 1    | TB 津島線     | -    | 津島・弥富方面         |                  |
| 2    | NH 名古屋本線 | 下り | 名鉄一宮・名鉄岐阜方面 |                  |
| 3    | NH 名古屋本線 | 上り | 名鉄名古屋・金山方面   | 津島線からの直通 |
| 4    | NH 名古屋本線 | 上り | 名鉄名古屋・金山方面   | 岐阜方面から     |

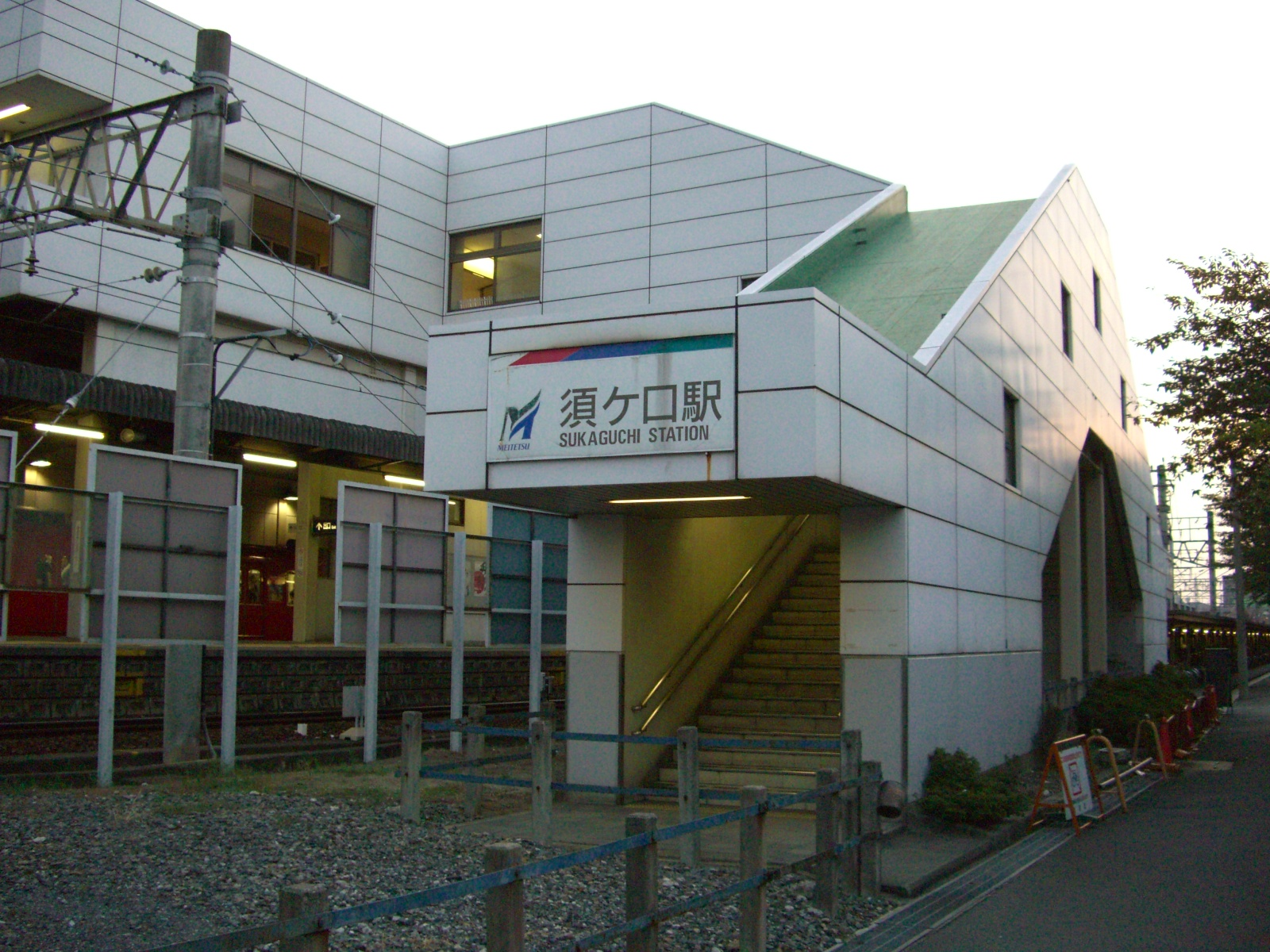
北口
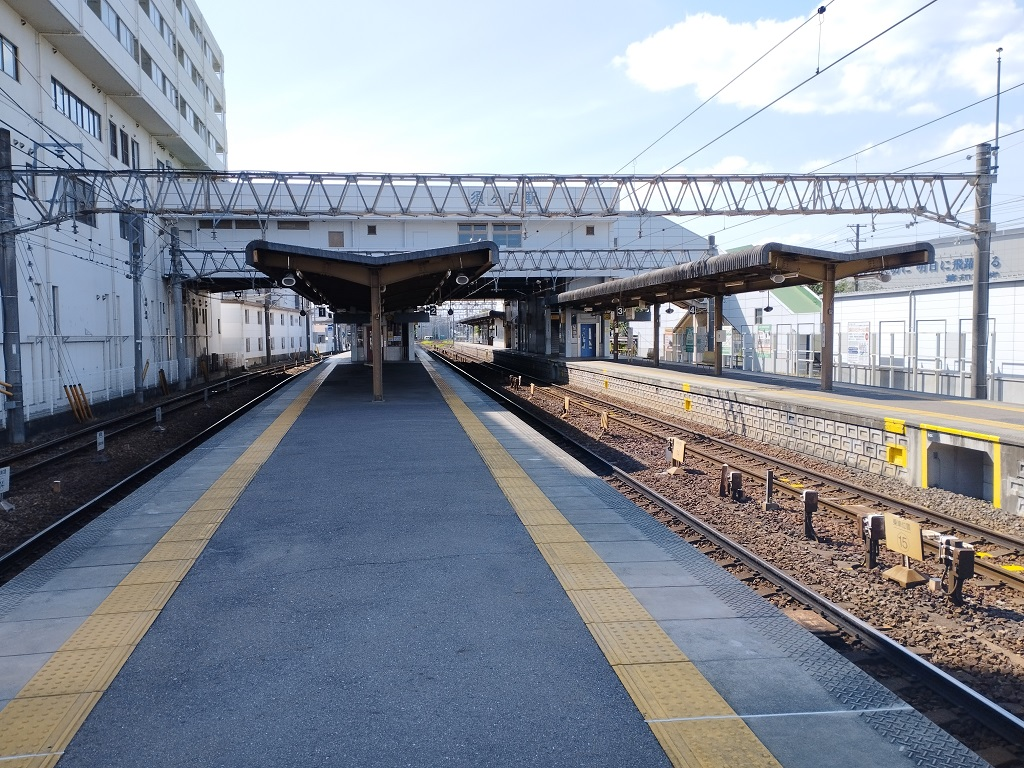
ホーム
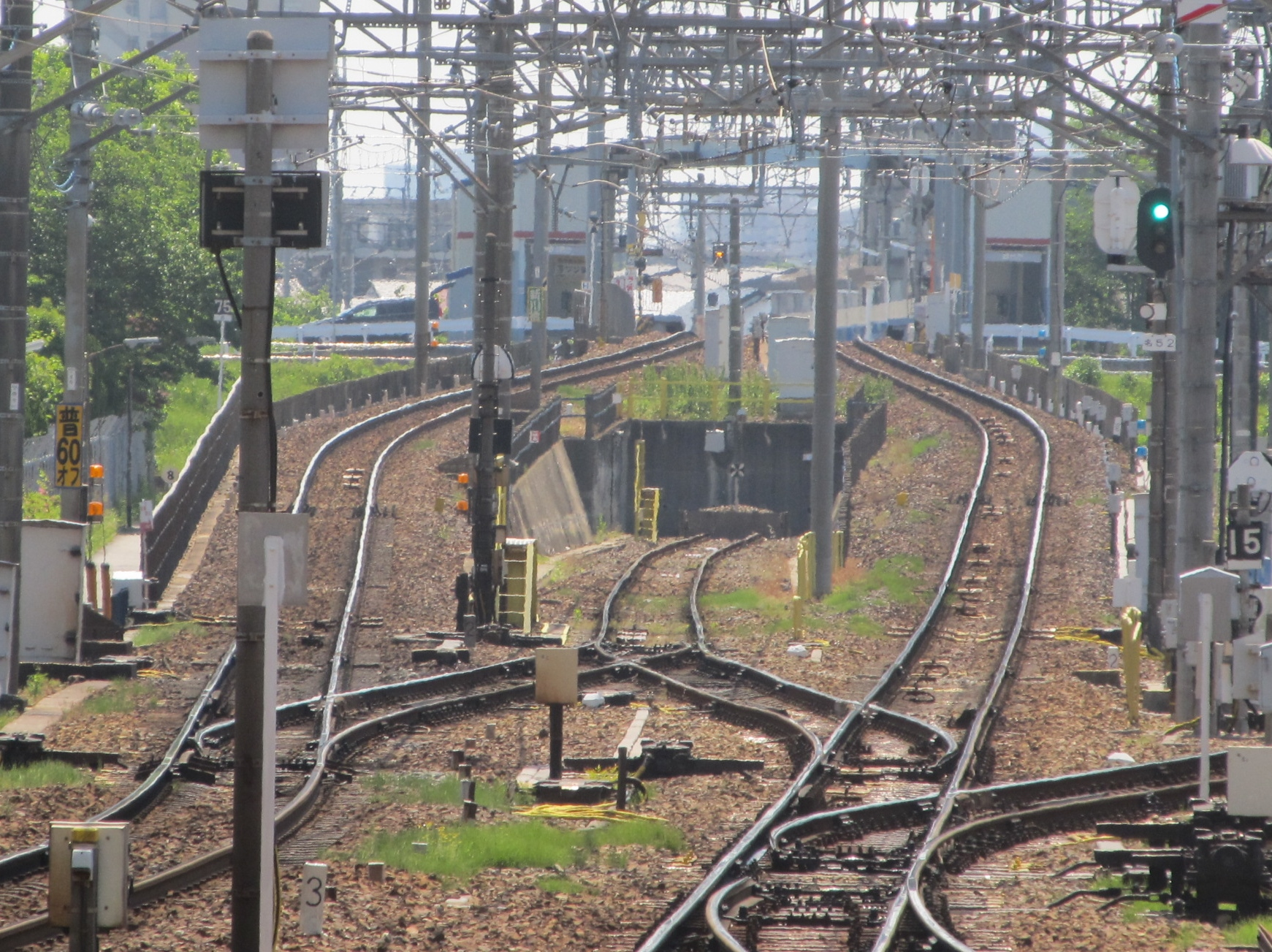
引上線
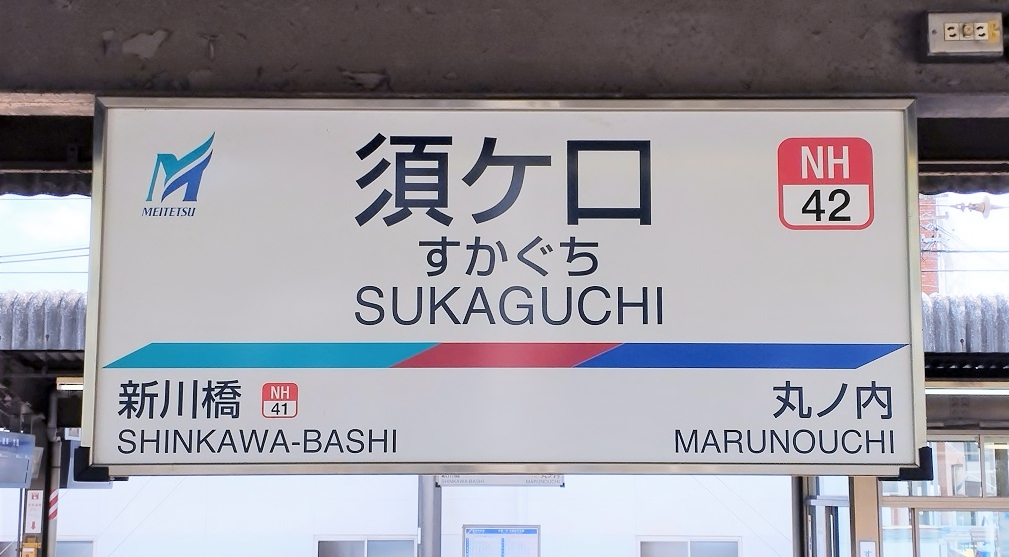
駅名標

### 構内配線の変化
| ← 枇杷島橋・ 押切町方面                                         | 1920年 | → 新津島方面 → 清洲方面 |
| 凡例 出典: 名古屋電気鉄道時代。清洲方面は清洲線で津島線が直線。 |        |                         |

|                                                         | ↑ 津島方面 |              |
| ← 新名古屋方面                                          | 1957年     | → 新岐阜方面 |
| 凡例 出典: 線路別配線時代。歴史的経緯から津島線が直線。 |            |              |

|                                 | ↑ 津島方面 |            |
| ← 名古屋方面                    | 2009年     | → 岐阜方面 |
| 凡例 出典:、 現在の方向別配線。 |            |            |

## 当駅のダイヤ状況

### 停車する列車・種別
快速急行・急行・準急停車駅。名鉄名古屋駅に近いために同じような分岐駅の新安城駅や国府駅などとは異なり特急は基本的に通過するが、平日のみ系統、終着、あるいは特別停車により一部列車が停車する。

#### 停車する特急列車
- 津島方面行き（夕通勤時の河和発佐屋行き3本。津島方面から当駅方面の特急の設定はない）
- 当駅止まり（名鉄名古屋方面からの4本。豊橋7時58分発、8時15分発、吉良吉田7時30分発、河和6時42分発）
- 名鉄岐阜行き1本のみ特別停車（豊橋8時32分発）

いずれも平日のみ。2007年（平成19年）6月のダイヤ改正時から当駅止まりの一部特別車特急が平日に運転されている。

#### 普通列車
名鉄一宮・名鉄岐阜方面からの普通列車はほぼ全てが当駅で折り返しとなる。一方で名鉄名古屋方面からの普通は原則として津島線へ直通し、同線からの普通は約半数が名鉄名古屋方面へ直通、残りは当駅折り返し（または準急などに種別を変更して名鉄名古屋方面へ直通）となる。当駅 - 東枇杷島間の普通はほぼ終日毎時2本しかない。

##### 増発
2021年5月改正から2023年3月改正までは平日日中に限り豊川稲荷 - 名鉄一宮の急行や準急が運転されないため補完のために当駅 - 東枇杷島で普通列車を毎時4本に増発していた。増発された普通列車は下りは佐屋行きとして津島線へ直通（知多半田始発）、上りは名鉄一宮・名鉄岐阜方面から当駅で終着となった列車が折り返さずに行き先を変えて（河和行きまたは内海行き）名鉄名古屋方面へ運行を継続していた。この上り普通列車は二ツ杁駅で特急の通過待ちをするが、豊橋方面と分かれる神宮前駅（実際は常滑線大江駅）まで後続の急行より先着していた。
2023年3月改正でほぼ同時刻に豊明駅と当駅（下りは佐屋行き）を結ぶ準急が毎時2本設定された（土休日は国府 - 名鉄一宮の急行を種別格下げ、区間短縮して同様に設定）ために普通列車の増発は無くなった。この準急は上りは名鉄一宮・名鉄岐阜方面または津島・弥富方面から当駅で終着となった普通列車が折り返さずに行き先と種別を変えて名鉄名古屋方面へ運行を継続している。二ツ杁駅で特急の通過待ちをするが、その後は終点の豊明駅まで先着する（下りは堀田駅で特急を通過待ち）。なお、日中における当駅から名鉄名古屋駅までの準急の所要時間は特急通過待ちがあるため同時間帯の吉良吉田行きおよび改正前の河和・内海行き普通列車より遅い。

## 利用状況
- 移動等円滑化取組報告書によると、2023年（令和5年）度の1日平均乗降人員は7,146人である[14]。
- 『名鉄120年：近20年のあゆみ』によると2013年（平成25年）度当時の1日平均乗降人員は7,684人であり、この値は名鉄全駅（275駅）中53位、名古屋本線（60駅）中20位、津島線（8駅）中3位であった[15]。
- 『名古屋鉄道百年史』によると1992年（平成4年）度当時の1日平均乗降人員は11,635人であり、この値は岐阜市内線均一運賃区間内各駅（岐阜市内線・田神線・美濃町線徹明町駅 - 琴塚駅間）を除く名鉄全駅（342駅）中34位、 名古屋本線（61駅）中16位、津島線（8駅）中2位であった[16]。
- 『名鉄 1983』によると、1981年（昭和56年）度当時の一日平均乗降人員は12,053人であり、この値は名鉄全駅中31位であった[17]。

『愛知県統計書』、『愛知県統計年鑑』各号によると、一日平均乗車人員の推移は以下の通りである。
| 年                 | 総数  | 定期 | 備考                            |
| ------------------ | ----- | ---- | ------------------------------- |
| 1914（大正03）年度 | 141   |      | [ 18 ]                          |
| 1915（大正04）年度 | 83    |      | [ 19 ]                          |
| 1916（大正05）年度 | 74    |      | [ 20 ]                          |
| 1917（大正06）年度 | 84    |      | [ 21 ]                          |
| 1918（大正07）年度 | 90    |      | [ 22 ]                          |
| 1919（大正08）年度 | 118   |      | [ 23 ]                          |
| 1920（大正09）年度 | 158   |      | [ 24 ]                          |
| 1921（大正10）年度 | 156   |      | [ 25 ]                          |
| 1922（大正11）年度 |       |      |                                 |
| 1923（大正12）年度 |       |      |                                 |
| 1924（大正13）年度 |       |      |                                 |
| 1925（大正14）年度 |       |      |                                 |
| 1926（大正15）年度 |       |      |                                 |
| 1927（昭和02）年度 | 328   |      | [ 26 ]                          |
| 1928（昭和03）年度 | 338   |      | [ 27 ]                          |
| 1929（昭和04）年度 | 405   |      | [ 28 ]                          |
| 1930（昭和05）年度 | 369   |      | [ 29 ]                          |
| 1931（昭和06）年度 | 300   |      | [ 30 ]                          |
| 1932（昭和07）年度 | 401   |      | [ 31 ]                          |
| 1933（昭和08）年度 | 472   |      | [ 32 ]                          |
| 1934（昭和09）年度 | 602   |      | [ 33 ]                          |
| 1935（昭和10）年度 | 703   |      | [ 34 ]                          |
| 1936（昭和11）年度 | 794   |      | [ 35 ]                          |
| 1937（昭和12）年度 | 954   |      | [ 36 ]                          |
| 1938（昭和13）年度 | 1127  |      | [ 37 ]                          |
| 1939（昭和14）年度 | 1529  |      | [ 38 ]                          |
| 1940（昭和15）年度 | 1851  |      | [ 39 ]                          |
| 1941（昭和16）年度 |       |      |                                 |
| 1942（昭和17）年度 |       |      |                                 |
| 1943（昭和18）年度 |       |      |                                 |
| 1944（昭和19）年度 |       |      |                                 |
| 1945（昭和20）年度 |       |      |                                 |
| 1946（昭和21）年度 |       |      |                                 |
| 1947（昭和22）年   | *3019 |      | 期間は1947年1月 - 1947年12月末  |
| 1948（昭和23）年   | *3347 |      | 期間は1948年1月 - 1948年12月末  |
| 1949（昭和24）年度 | *3310 |      | 期間は1949年5月 - 1950年4月末   |
| 1950（昭和25）年度 | *3014 |      | 期間は1949年11月 - 1950年10月末 |
| 1951（昭和26）年度 | *4523 |      | [ 44 ]                          |
| 1952（昭和27）年度 | 3360  |      | [ 45 ]                          |
| 1953（昭和28）年度 | 3187  |      | [ 46 ]                          |
| 1954（昭和29）年度 | 3375  |      | [ 47 ]                          |
| 1955（昭和30）年度 | 3229  |      | [ 48 ]                          |
| 1956（昭和31）年度 | 4942  |      | [ 49 ]                          |
| 1957（昭和32）年度 | 4311  |      | [ 50 ]                          |
| 1958（昭和33）年度 |       |      |                                 |
| 1959（昭和34）年度 |       |      |                                 |
| 1960（昭和35）年度 |       |      |                                 |
| 1961（昭和36）年度 |       |      |                                 |
| 1962（昭和37）年度 |       |      |                                 |
| 1963（昭和38）年度 |       |      |                                 |
| 1964（昭和39）年度 |       |      |                                 |
| 1965（昭和40）年度 |       |      |                                 |
| 1966（昭和41）年度 |       |      |                                 |
| 1967（昭和42）年度 |       |      |                                 |
| 1968（昭和43）年度 |       |      |                                 |
| 1969（昭和44）年度 |       |      |                                 |
| 1970（昭和45）年度 |       |      |                                 |
| 1971（昭和46）年度 |       |      |                                 |
| 1972（昭和47）年度 |       |      |                                 |
| 1973（昭和48）年度 |       |      |                                 |
| 1974（昭和49）年度 |       |      |                                 |
| 1975（昭和50）年度 |       |      |                                 |
| 1976（昭和51）年度 |       |      |                                 |
| 1977（昭和52）年度 |       |      |                                 |
| 1978（昭和53）年度 | 6008  | 4330 | [ 51 ]                          |
| 1979（昭和54）年度 | 5983  | 4321 | [ 52 ]                          |
| 1980（昭和55）年度 | 6126  | 4434 | [ 53 ]                          |
| 1981（昭和56）年度 | 6159  | 4482 | [ 54 ]                          |
| 1982（昭和57）年度 | 6148  | 4483 | [ 55 ]                          |
| 1983（昭和58）年度 | 5973  | 4416 | [ 56 ]                          |
| 1984（昭和59）年度 | 5959  | 4414 | [ 57 ]                          |
| 1985（昭和60）年度 | 5876  | 4345 | [ 58 ]                          |
| 1986（昭和61）年度 | 5799  | 4241 | [ 59 ]                          |
| 1987（昭和62）年度 | 5766  | 4223 | [ 60 ]                          |
| 1988（昭和63）年度 | 5961  | 4337 | [ 61 ]                          |
| 1989（平成元）年度 | 6008  | 4322 | [ 62 ]                          |
| 1990（平成02）年度 | 5944  | 4279 | [ 63 ]                          |
| 1991（平成03）年度 | 5947  | 4247 | [ 64 ]                          |
| 1992（平成04）年度 | 5825  | 4151 | [ 65 ]                          |
| 1993（平成05）年度 | 5692  | 4066 | [ 66 ]                          |
| 1994（平成06）年度 | 5539  | 3941 | [ 67 ]                          |
| 1995（平成07）年度 | 5426  | 3842 | [ 68 ]                          |
| 1996（平成08）年度 | 5364  | 3778 | [ 69 ]                          |
| 1997（平成09）年度 | 5066  | 3558 | [ 70 ]                          |
| 1998（平成10）年度 | 4927  | 3477 | [ 71 ]                          |
| 1999（平成11）年度 | 4661  | 3272 | [ 72 ]                          |
| 2000（平成12）年度 | 4628  | 3231 | [ 73 ]                          |
| 2001（平成13）年度 | 4501  | 3115 | [ 74 ]                          |
| 2002（平成14）年度 | 4460  | 3102 | [ 75 ]                          |
| 2003（平成15）年度 | 4453  | 3106 | [ 76 ]                          |
| 2004（平成16）年度 | 4407  | 3068 | [ 77 ]                          |
| 2005（平成17）年度 | 4475  | 3077 | [ 78 ]                          |
| 2006（平成18）年度 | 4433  | 3032 | [ 79 ]                          |
| 2007（平成19）年度 | 4402  | 3003 | [ 80 ]                          |
| 2008（平成20）年度 | 4403  | 2998 | [ 81 ]                          |
| 2009（平成21）年度 | 4053  | 2732 | [ 82 ]                          |
| 2010（平成22）年度 | 3863  | 2574 | [ 83 ]                          |

* 千人単位からの概算値
名古屋本線の駅ではあるが当駅の改札を通る客はそれほど多くなく、同じ津島線の津島駅・甚目寺駅より少ない。朝夕ラッシュ時は名古屋方面と津島線を乗り換える客で混雑する。

## 駅周辺
付近は清洲城の外堀に位置し、駅名にもなった「須ヶ口」とは『清須の入口』を意味している。
路線バスは、「きよすあしがるバス」の須ケ口駅バス停が設置されており、1日あたり5往復が設定されている「グリーンルート」が経由している。
- 名古屋鉄道 犬山検査場新川検車支区（車両基地）
- 豊和工業：かつては同社への引込線があった。なお、同線の廃線後も架線柱の立ち位置にその名残がある。
- 清須市役所
- 美濃街道（愛知県道126号給父西枇杷島線）

## 隣の駅
名古屋鉄道
NH 名古屋本線
□ミュースカイ・□快速特急・■特急
通過
■特急（平日9:33発の岐阜行き）
名鉄名古屋駅（NH36） - 須ヶ口駅（NH42） - 国府宮駅（NH47）
□快速急行
名鉄名古屋駅（NH36） - 須ヶ口駅（NH42） - 新清洲駅（NH44）
■急行
栄生駅（NH37） - （二ツ杁駅（NH40）） - 須ヶ口駅（NH42） - 新清洲駅（NH44）
■準急
二ツ杁駅（NH40） - 須ヶ口駅（NH42） - 新清洲駅（NH44）
■普通
新川橋駅（NH41） - 須ヶ口駅（NH42） - 丸ノ内駅（NH43）
TB 津島線
■特急・■急行・■準急・■普通
（名鉄名古屋駅方面 -） 須ヶ口駅（NH42） - 甚目寺駅（TB01）